# التهاب البروستاتا الحاد
التهاب البروستاتا الحاد أو التهاب المُوثة الحاد (بالإنجليزية: Acute prostatitis)‏، هو التهاب بكتيري خطير يُصيب غدة البروستاتا، إذ يُعد هذا الالتهاب حالةً طبيةً طارئة. يجب تفريق هذا الالتهاب عن أنواع أخرى من التهابات البروستاتا مثل التهاب البروستاتا المُزمن ومتلازمة آلام الحوض المزمنة.

## الأعراض والعلامات
يُعاني الرجال المصابون بالتهاب البروستاتا الحاد من حُمى نافِضة، وألم في الجزء السفلي من الظهر أو المنطقة التي بين كيس الصفن والمُستقيم (العِجان) أو منطقة الأعضاء التناسلية، وتكرار التبول وحاجة مُلحة للتبول خاصة في الليل، وحُرقة أو ألم أثناء التبول، وآلام في الجسم، ووجود عدوى مُثبتة في المجاري البولية، حسبما يتبين من وجود خلايا دم بيضاء وبكتيريا في البول. يُمكن أن ينتج التهاب البروستاتا الحاد كمضاعفة بعد خزعة البروستاتا. تكون البروستاتا مؤلمة عادةً عند جسّها أثناء فحص المُستقيم.

## التشخيص
يُعد تشخيص التهاب البروستاتا الحاد سهلًا نسبيًا، وذلك بالنظر إلى وجود علاماتٍ واضحة تدل على وجود العدوى. يُمكن إيجاد الميكروب المُسبب للعدوى في عيناتٍ من الدم أو البول، أو في كليهما أحيانًا، وتشمل البكتيريا الشائعة المسببة للعدوى كلًا من الإشريكية القولونية والكلبسيلّة والمتقلبة والزائفة والأمعائية والمُكَوَّرة المعوية والسّراتية والمكورات العنقودية الذهبية. يُمكن أن يتسبب هذا الالتهاب بحالة طبية طارئة لدى بعض المرضى، ما يستدعي إدخالهم للمستشفى وتلقي المضادات البكتيرية عن طريق الوريد. يكشف العد الدموي الشامل عن زيادةٍ في عدد خلايا الدم البيض. لا يحصل الإنتان نتيجة التهاب البروستاتا الحاد إلا نادرًا، لكنه يحصل عادةً لدى المرضى الذين يعانون من نقص في المناعة؛ إذ يستدعي وجود حمى عالية وشعور بالتوعك إجراء زرعٍ للدم بشكل فوري، والذي تأتي نتيجته إيجابية (دلالةً على وجود عدوى بكتيرية) في حالات الإنتان. لا يجب عمل تدليكٍ للبروستاتا إطلاقًا في الحالات التي يُشتبه بإصابتها بالتهاب البروستاتا الحاد، وذلك لأن هذا قد يتسبب بتحفيز حصول الإنتان، بالإضافة إلى إمكانية الحصول على البكتيريا المُسببة لالتهاب البروستاتا بسهولة من البول دون الحاجة إلى تدليك البروستاتا. يكشف الجسّ عن طريق المستقيم عن غدة بروستاتا متضخمة ومتورمة ومؤلمة، بالإضافة إلى كونها صلبة ودافئة وذات سطح غير منتظم أثناء اللمس أحيانًا. يرتفع البروتين المتفاعل-C عن مستواه الطبيعي في أغلب الحالات.
لا يوصى بأخذ خزعة من البروستاتا في هذه العدوى، إذ إن العلامات السريرية (المشار إليها آنفًا) كافية لإجراء التشخيص. يُشير الفحص النسيجي للمريض الذي يُعاني من التهاب البروستاتا الحاد إلى وجود تغلغل للخلايا المتعادلة في غدة البروستاتا.
يرتبط التهاب البروستاتا الحاد بارتفاع مؤقت للمستضد البروستاتى النوعي، وهذا يعني ارتفاع نسبة المستضد البروستاتي النوعي خلال حصول نوباتٍ من التهاب البروستاتا الحاد ونقصانه مجددًا عند انصراف هذه النوبة. لا يوصى بعمل اختبار المستضد البروستاتي النوعي في حالات التهاب البروستاتا الحاد غير المصحوب بمضاعفات. يُمكن استعمال التخطيط بالأمواج فوق الصوتية لتشخيص الحالة أيضًا.

## العلاج
تُعدّ المضادات الحيوية الخط العلاجي الأول في حالات التهاب البروستاتا الحاد؛ إذ تساعد على التخلص من العدوى خلال فترة قصيرة جدًا، لكن يحتاج المريض إلى الاستمرار في العلاج لفترة تتراوح بين أسبوعين إلى أربعة أسابيع للقضاء على الميكروب المسبب للعدوى بشكلٍ تام. يجب استخدام المضادات الحيوية المناسبة، وذلك اعتمادًا على الميكروب المسبب للعدوى. لا يُمكن لبعض أنواع المضادات الحيوية اختراق مِحفظة البروستاتا، في حين يستطيع كل من السيبروفلوكساسين والتريميثوبريم/ سلفاميثوكسازول والتيتراسايكلن مثل الدوكسيسايكلين اختراق نسيج البروستاتا بشكلٍ جيد. لا يعد اختراق نسيج البروستاتا من قبل المضادات الحيوية في التهاب البروستاتا الحاد مهمًا كما هو الحال في التهاب البروستاتا المزمن والذي يحتاج إلى مضاد حيوي يخترق نسيج البروستاتا؛ إذ يتسبب الالتهاب الشديد بتعطيل الحائل البروستاتي الدموي، ما يمنع تدفق أغلب المضادات الحيوية إلى أنسجة البروستاتا. من المهم اختيار مضاد حيوي مُبيدٍ للجراثيم (يقتل البكتيريا، مثل الكوينولون) بدلًا من مضاد حيوي كابح للجراثيم (يُبطئ نمو البكتيريا، مثل التيتراسايكلن) في العدوى الحادة المُهددة للحياة.
قد يحتاج المرضى الذين يُعانون من مرض شديد للدخول إلى المستشفى لتلقي العلاج، في حين يُمكن معالجة المرضى الذين يعانون من أعراض أقل حدة في المنزل من خلال الراحة في الفراش وأخذ المسكنات والمُلينات وتناول كميات كافية من الماء. يُعاني بعض الرجال المُصابين بالتهاب البروستاتا الحاد من احتباس البول، وأفضل طريقة لعلاجه هي من خلال قسطرة فوق العانة أو القسطرة المتقطعة.  يجب توقع وجود خراج في البروستاتا في حالة عدم ظهور استجابة سريرية على المريض للمضادات الحيوية، ما يشير إلى حاجة المريض لدراسة تصويرية تشخيصية عاجلة للتأكد من التشخيص مثل الموجات الصوتية عبر المستقيم.

## معرض صور

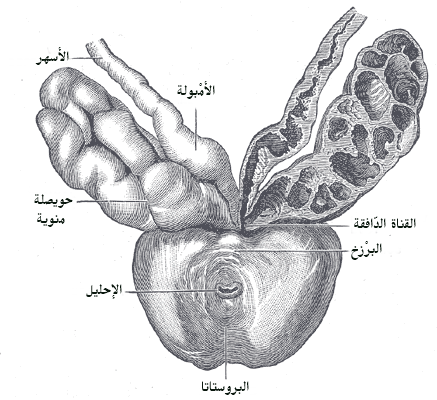
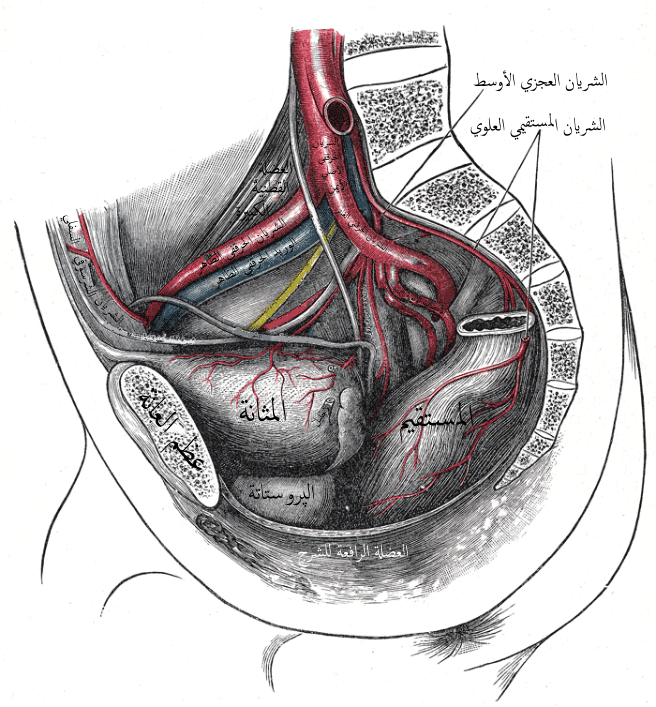
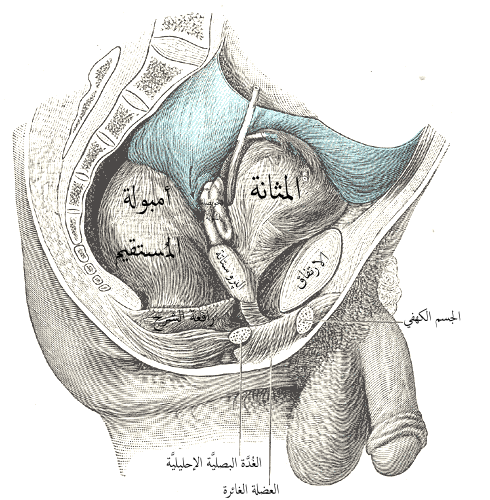